# 安依仁
安依仁（?—?），字樂山，贵州思南人，清朝政治人物，同進士出身。

## 生平
乾隆元年（1736年）丙辰科進士，三甲二百十八名，后官湖北襄陽縣知縣。